# عبد الرزاق العوضي
عبد الرزاق العوضي،(ولد ؟1940؟) لاعب كرة قدم كويتي سابق. لعب مع نادي العربي الكويتي، سجل هدفين في نهائي كأس الأمير 1961/1962.